# Josef Bierbichler
Josef Bierbichler (* 26. dubna 1948 Ambach, Německo) je německý herec. S filmovou kariérou začal v polovině sedmdesátých let. Již v roce 1976 hrál hlavní roli ve filmu Herz aus Glas režiséra Wernera Herzoga. Později hrál v řadě dalších filmů. V roce 2006 získal za svou roli ve filmu Hierankl ocenění Adolf-Grimme-Preis.
Roku 2011 vydal Bierbichler v nakladatelství Suhrkamp svůj první román nazvaný Mittelreich.

## Filmografie (výběr)
| Název filmu                                        | Český název filmu | Rok  | Role                     | Režie                               |
| -------------------------------------------------- | ----------------- | ---- | ------------------------ | ----------------------------------- |
| Schau mich nicht so an                             |                   | 2015 | dědeček                  | Uisenma Borchu                      |
| Landauer - Der Präsident (TV film)                 |                   | 2014 | Kurt Landauer            | Hans Steinbichler                   |
| Exit Marrakech                                     | Exit Marakéš      | 2013 |                          | Caroline Link                       |
| Das weiße Band                                     | Bílá stuha        | 2009 |                          | Michael Haneke                      |
| Der Knochenmann                                    | Drtič kostí       | 2009 | Löschenkohl              | Wolfgang Murnberger                 |
| Deutschland 09. 13 kurze Filme zur Lage der Nation | Německo '09       | 2009 | Beintl (segment Fraktur) | Hans Steinbichler (segment Fraktur) |
| Im Winter ein Jahr                                 |                   | 2008 | Max Hollander            | Caroline Link                       |
| Winterreise                                        | Zimní cesta       | 2006 | Franz Brenninger         | Hans Steinbichler                   |
| Hierankl                                           |                   | 2003 | Lukas                    | Hans Steinbichler                   |
| Abschied - Brechts letzter Sommer                  |                   | 2000 | Bertolt Brecht           | Jan Schütte                         |
| Code inconnu: Récit incomplet de divers voyages    | Kód neznámý       | 2000 | farmář                   | Michael Haneke                      |
| Winterschläfer                                     | Zimní spáči       | 1997 | Theo                     | Tom Tykwer                          |
| Die tödliche Maria                                 | Smrtelná Marie    | 1993 | Mariin otec              | Tom Tykwer                          |
| Woyzeck                                            | Woyzeck           | 1979 | Drum Major               | Werner Herzog                       |
| Herz aus Glas                                      |                   | 1976 | Hias                     | Werner Herzog                       |